# Tipula fenestrata
Tipula fenestrata är en tvåvingeart som först beskrevs av Cederhielm 1798.  Tipula fenestrata ingår i släktet Tipula, ordningen tvåvingar, klassen egentliga insekter, fylumet leddjur och riket djur. Inga underarter finns listade i Catalogue of Life.